# Station Knurów Szczygłowice
Station Knurów Szczygłowice is een spoorwegstation in de Poolse plaats Knurów.